# Poklad ve Stříbrném jezeře

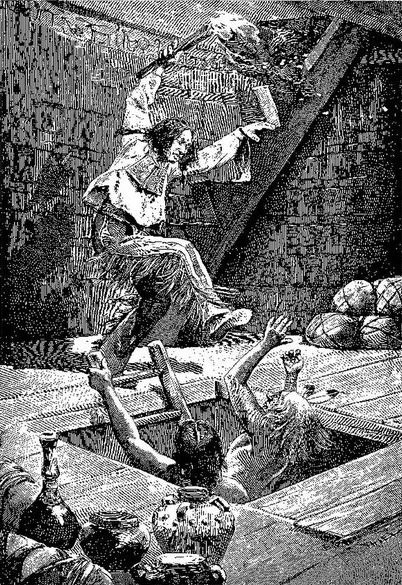
Ilustrace Ewalda Thiela z roku 1894

Poklad ve Stříbrném jezeře (Der Schatz im Silbersee) je jeden z nejznámějších dobrodružných románů německého spisovatele Karla Maye. Román nejprve vycházel v letech 1890–1891 na pokračování ve stuttgartském časopise pro mládež Der Gute Kamerad (Dobrý kamarád) a prvního knižního vydání se dočkal roku 1894 v nakladatelství Union Deutsche Verlagsgesellschaft, Stuttgart. Nakladatelství Karl-May-Verlag vydává román v rámci Sebraných spisů Karla Maye pod pořadovým číslem třicet šest. Knihu však především proslavilo její filmové zpracování z roku 1962 (s českým názvem Poklad na Stříbrném jezeře, režie Harald Reinl).

## Děj
Hlavní dějovou osu románu tvoří snaha padoucha Cornela Brinkleyho a jeho trampské bandy získat zlatý poklad, uložený v podzemí umělého ostrůvku uprostřed Stříbrného jezera kdesi v Utahu. V tom se mu snaží zabránit Old Shatterhand se svým pokrevním bratrem Vinnetouem a s dalšími přáteli, mezi nimiž je Old Firehand, Hobble Frank a jeho bratranec Droll (známý pod přezdívkou Tetka Drollová) a zálesáci Dlouhý Davy a Tlustý Jemmy. Na konci románu jsou všichni zločinci po zásluze potrestáni, poklad je ale ztracen, když je podzemí ostrůvku zatopeno vodou z jezera. Old Firehand však ví, že u jezera se skrývá zlatá a stříbrná žíla. Po dvou měsících začíná těžba a z výdělku si Hobble Frank v Německu na Labi nechá postavit vilu Medvědí sádlo.

## Česká vydání
První české vydání románu pochází již z roku 1902. V překladu Josefa Ladislava Turnovského a s ilustracemi Věnceslava Černého jej vydal pražský nakladatel Alois Hynek. Následující tři vydání z roku 1932, 1937 a 1944 v překladu Emila Musila-Daňkovského pocházejí od dalšího pražského nakladatele Toužimského a Moravce. Všechna jsou z tzv. Velké řady knih Karla Maye a ilustroval je Zdeněk Burian.
Další české vydání povolili komunističtí cenzoři až po třiceti sedmi letech. Roku 1981 mohlo román vydat nakladatelství Olympia s ilustracemi Gustava Kruma a v překladu Vítězslava Kocourka skrývajícího se pod jménem Jaroslava Huláka. Tento poněkud upravený překlad vyšel pak ještě roku 1991 (bez ilustrací) v nakladatelství Albatros (jako překladatel byl uveden Jiří Bernard). V tom samém roce vyšel román s ilustracemi Zdeňka Buriana ve třech sešitech v nakladatelství Magnet-Press. Tato tři česká vydání nesla název Poklad na Stříbrném jezeře, ačkoliv poklad je zcela evidentně uvnitř jezera (zřejmě to měla být jakási reklama, využívající název známého filmu).
Roku 1994 vyšla kniha ve znovu založeném nakladatelství Toužimský a Moravec (šlo o jazykově upravené vydání z roku 1932 s Burianovými ilustracemi), roku 2005 ve stejném překladu a ve dvou dílech vydalo knihu brněnské nakladatelství Návrat v rámci svého projektu Souborné vydání díla Karla Maye s ilustracemi Miroslava Pospíšila. V roce 2013 vyšel román opět v nakladatelství Toužimský a Moravec, tentokrát s ilustracemi Gustava Kruma (jako překladatel je uveden Jaroslav Hulák).
Naprostou „raritou“ je sešitové vydání z roku 1991 v Hanáckém nakladatelství A-MOR z Vyškova, ve kterém se vydavateli podařilo zkrátit text knihy na pouhých 75 stran.